# Cochlefelis burmanicus
Cochlefelis burmanicus is een straalvinnige vissensoort uit de familie van de christusvissen (Ariidae). De wetenschappelijke naam van de soort is voor het eerst geldig gepubliceerd in 1870 door Day.